# 近藤サト
近藤 サト（こんどう サト、1968年（昭和43年）7月11日 - ）は、日本のフリーアナウンサー、ナレーター。元フジテレビアナウンサー。日本大学芸術学部放送学科特任教授。ベルベットオフィス所属。

## 来歴・人物
岐阜県土岐市泉町で生まれる。近藤家では代々、男児には15画、女児には5画の画数の字を命名するという習わしがあったため、「サト」という古風な名が付けられたという。日本大学芸術学部放送学科を卒業した。
大学卒業後の1991年4月、フジテレビに入社した。同期入社には中村江里子、小泉陽一がいる。『FNN NEWSCOM』や『FNNスーパータイム』週末版などの報道番組を担当したほか、情報番組のナレーションやバラエティ番組のアシスタントも務めた。1998年9月に退社した。同年11月、歌舞伎俳優の5代目坂東八十助（後の10代目坂東三津五郎）と結婚するが、2000年6月に離婚した。
2003年12月、イベント企画会社社長の今岡寛和と再婚した。翌2004年6月に男児を出産した。
フリーアナウンサー転身後は、低音で落ち着いた声質を活かして情報・バラエティ番組のナレーションを担当する傍ら、2011年からは日本大学芸術学部放送学科特任教授（非常勤）としてアナウンス実習、朗読、卒業研究指導を担当している。

## 出演

### フジテレビ時代

#### 報道番組
| 期間          | 期間          | 番組名                  | 役職                 | 担当日      | 備考                                                     |
| ------------- | ------------- | ----------------------- | -------------------- | ----------- | -------------------------------------------------------- |
| 1992年1月6日  | 1992年6月25日 | FNN NEWSCOM             | 長谷部真理子の代役   | 月 - 木曜日 | 入社10か月で就任                                         |
| 1992年8月29日 | 1993年3月27日 | FNNスピーク             | キャスター           | 土曜日      | 前任は木幡                                               |
| 1997年3月31日 | 1998年10月2日 | FNNスピーク             | キャスター           | 平日        | 前任は木幡                                               |
| 1993年4月1日  | 1993年9月30日 | FNN おはよう!サンライズ | 司会                 | 木・金曜日  | 後任は木幡                                               |
| 1993年10月2日 | 1997年3月30日 | FNNスーパータイム       | キャスター           | 休日        | 次番組担当は木幡、それ以前から平日の安藤優子の代役も担当 |
| 1994年10月3日 | 1995年9月29日 | FNNニュース2:00         | シフト勤務キャスター | （交替制）  | 木幡もシフト勤務として担当                               |

#### バラエティ番組
- FNSの日・FNSスーパースペシャル1億人のテレビ夢列島'91（1991年7月20日・7月21日） - 提供読み
- アメリカの夜（1991年10月 - 1992年3月） - ナレーション
- 444の恐怖（1992年3月31日） - ナレーター
- 音楽の正体（1993年10月13日 - 1994年3月23日） - ナビゲーター
- ゲッパチ!UNアワー ありがとやんした!?（1994年4月11日 - 9月12日）
- 完全人体張本（1994年4月 - 9月）
- ワーズワースの冒険（1994年4月 - 1997年3月） - 週替わりナレーター
- 森田一義アワー 笑っていいとも!（1994年10月 - 1995年9月） - テレフォンアナウンサー
- 学校では教えてくれないこと!!（1994年11月12日 - 1995年9月9日） - しょき（進行役）
- あっぱれさんま大先生（1995年6月22日）- あっぱれニュースデスクにて出演
- 中山秀征の写せっ!（1996年10月 - 1997年3月） - マネージャー（進行役）

#### テレビドラマ
- 木曜の怪談 「MMR未確認飛行物体」（1996年4月18日 - 9月12日） - 小林奈津季 役
- 新 木曜の怪談 「MMRスペシャル ノストラダムスの大予言 地球最後の日」（1996年12月5日・12月12日） - 小林奈津季 役
- サンタが殺しにやって来た2（1997年12月23日） - キャスター 役

### フリーランス

#### テレビ番組
- 爆笑問題の開け!記憶の扉（テレビ東京、2002年4月 - 12月） - 司会
- トリセツ（テレビ朝日、2002年4月 - 2005年3月） - ナレーター
- 最終警告!たけしの本当は怖い家庭の医学（朝日放送、2002年・2003年スペシャル版のみ）
- 金曜エンタテイメント 実録 福田和子（フジテレビ、2002年8月2日） - ナレーター
- 極上の休日（テレビ東京、2003年10月 - 2004年3月） - ナレーター
- たかじんのそこまで言って委員会 わくわく宝島スペシャル（読売テレビ） - ゲストコメンテーター
- ムハハnoたかじん（関西テレビ） - ゲストコメンテーター
- 激テレ★金曜日（読売テレビ、2005年11月 - 2006年7月） - 週替わりサブキャスター
- 情報ライブ ミヤネ屋（読売テレビ） - 隔週火曜レギュラーコメンテーター
- ダウンタウンのガキの使いやあらへんで!!（日本テレビ）
- ダウンタウンDX（読売テレビ） ※かつての同僚・山中秀樹と共演。
- ウチくる!?（フジテレビ） ※元上司の露木茂、かつての同僚・福井謙二、山中秀樹、富永美樹と共演。
- 世界の怖い夜!（TBS） - ナレーター
- 水曜ノンフィクション（TBS、2009年4月 - 6月）
- イッテ♡恋48（テレビ神奈川・千葉テレビ・テレビ埼玉・サンテレビ・名古屋テレビ、2011年5月 - 9月） - ナレーター（「こんどうさと」名義）
- ニッポン大女優伝説（TBS） - ナレーター
- 激録・警察密着24時!!（テレビ東京） - ナレーター
- トリハダ㊙スクープ映像100科ジテン 3時間スペシャル（テレビ朝日、2011年7月5日） - ナレーター
- 時の贈りもの〜時空を超えた職人技 フィレンツェ×京都〜（BSフジ、2011年11月26日）
- 世界の日本人妻は見た!（毎日放送、2012年4月8日） - ナレーター
- 古寺名刹こころの百景（BSフジ、2012年5月 - 2014年9月） - ナレーター
- 太陽帝国の新たな伝説 〜もうひとつのマチュピチュを求めて〜（BS朝日、2012年9月16日） - 語り
- TV・局中法度!（テレビ神奈川・千葉テレビ放送・テレビ埼玉・サンテレビジョン、2012年10月 - 2013年3月） - ナレーター
- 有吉反省会（日本テレビ、特別番組：2012年10月1日・12月26日、レギュラー放送：2013年4月 -2021年9月） - ナレーター[3]
- Oha!4 NEWS LIVE 「ちょこぶら」（日テレNEWS24・日本テレビ、2013年1月25日）
- 中居正広のミになる図書館（テレビ朝日、2013年5月14日） ※「滑舌が美しい美女No.1決定戦」に出場。
- ニッポン絶景街道〜女流写真家が写す絶世の1枚〜（BS朝日、2013年10月 - 2015年3月） - ナレーター
- 漢方のトビラ（BSフジ、2014年1月3日 - 3月28日） - MC
- ビートたけしのTVタックル（テレビ朝日、2014年3月 - ） - ナレーター
- 木曜スペシャル
  - #7 「探訪!京都巡礼団 〜結界に守られし都の秘密〜」（BS日テレ、2014年7月3日） - 司会
  - #18 「探訪!京都巡礼団2 〜朝廷vs武家 権力者が信じた秘密の力〜」（BS日テレ、2014年12月4日） - 司会
- 古都浪漫こころ寺巡り（BSフジ、2014年10月 - ） - ナレーター
- 不思議探求バラエティー ザ・世界ワンダーX（TBS、2014年10月 - 2015年3月） - ナレーター
- カスペ! 世界!ミラクルラボラトリー（フジテレビ、2014年12月） - ナレーター
- 白熱ライブ ビビット（TBS、2015年3月30日 - 2019年9月　月曜日 - 水曜日担当） - ナレーター
- 関ジャニ特命捜査班7係（日本テレビ、2014年 - ） - ナレーター
- BS朝日ザ・ドキュメンタリー（BS朝日、2015年 - ） - ナレーター
- 水トク!・林修の歴史ミステリー 徳川家260年の謎 隠された財宝3000億円徹底解明スペシャル（TBS、2016年12月21日） - ナレーター
  - 林修の歴史ミステリー（TBS）
  - 徳川家260年最大の謎 3千億円埋蔵金大発掘 最終決戦SP（2017年5月6日） - ナレーター
  - 新説!徳川埋蔵金は東京湾の海底に!?（2017年11月15日） - ナレーター
  - 世界の2大黄金伝説大発掘!徳川埋蔵金&クレオパトラの墓（2018年1月3日） - ナレーター
- 人気声優200人が本気で選んだ!声優総選挙!3時間SP（テレビ朝日、2017年1月9日） - ナレーション
- バイキング（フジテレビ、2017年7月 - ） - 金曜ゲスト
- ひるキュン!（TOKYO MX、2017年10月 - 2019年3月） - 水曜パートナー
- 梅沢富美男のズバッと聞きます!（フジテレビ、2018年4月 - ） - ナレーター
- バラいろダンディ（TOKYO MX、2018年8月23日） - アシスタント
- 4Kアドベンチャー 日本列島 奇跡の海を行く(BS朝日) - 語り
  - 第一夜 富士山と立山が育む 豊かな深海 (2018年12月8日)
  - 第二夜 黒潮と親潮が運ぶ海の宝 (2018年12月9日)
- チャント!（CBCテレビ）(2019年4月5日 - 2021年3月26日) - 金曜コメンテーター
- スッキリ（日本テレビ）( - 2022年9月23日) - 金曜コメンテーター[4]
- お城好き1万人がガチで投票!お城総選挙（2019年3月23日） - ナレーター
- いまだにファンです!（テレビ朝日、2019年4月 - ） - ナレーター
- 新美の巨人たち（テレビ東京、2019年9月 - ） - Art Traveler
- 秘密のケンミンSHOW（読売テレビ）- 岐阜県代表として出演。[5]
- 真相報道 バンキシャ!（日本テレビ） - ナレーター
- 西川貴教のバーチャル知事（BSJapanext、2022年3月 - ） - ナレーター
- 名鉄グループスペシャル 令和ふるさと紀行（東海テレビ、2024年3月17日）

#### テレビドラマ
- 実録 福田和子（2002年8月2日、フジテレビ） - ナレーション
- プレミアムドラマ 「女の中にいる他人」（2017年1月8日 - 2月19日、NHK BSプレミアム） ‐ 語り
- 金曜ナイトドラマ 「家政夫のミタゾノ」 - ジャンクションのナレーション
- 女子高生の無駄づかい（2020年1月24日 - 3月6日、テレビ朝日系列） - ナレーション

#### 舞台
- はんなりラヂオプロデュース公演 その13「はんなり☆夏語り〜想〜 歳月」（2024年8月23日・25日、赤坂RED/THEATER）[6]

#### ラジオ番組
- ラ・ラ・ラ♪日ようび（TBSラジオ、2001年4月 - 2003年9月） - パーソナリティ
- 永田町カフェ（JFN系列、 - 2008年3月） - パーソナリティ
- 百万人の源氏物語（JFN系列、2007年4月 - 2009年3月） - パーソナリティ
- ソング・アプローチ（NHK-FM、2013年4月 - 2017年4月2日） - 朗読・聞き手

#### インターネット動画
- なぎスケ!（Amazonプライム・ビデオ、2019年12月19日 - 2021年11月11日） - ナレーション
- 東海オンエア 雪山で大転がり!文理対決!巨大人間ボウリング大会!!（Youtube、2021年3月20日） - ナレーション

#### ゲーム
- 真説サムライスピリッツ 武士道烈伝（ネオジオCD・セガサターン・PlayStation、1997年） - ナレーター、壷振りお蝶 役